# Jan Smits van der Goes
Jan Smits van der Goes (Bergambacht, 9 november 1793 – aldaar, 21 augustus 1874) was een Nederlandse burgemeester.

## Leven en werk
Smits van der Goes werd in 1793 geboren als zoon van de schout Pieter Janszoon Smits en Cornelia van der Goes. Smits van der Goes was evenals zijn vader en grootvader notaris in Bergambacht. In 1833 werd hij benoemd tot secretaris van de gemeenten Bergambacht (destijds ook bekend als 's Heeraartsberg en Bergambacht) en Ammerstol. Op 2 januari 1838 volgde hij zijn vader op als burgemeester van Ammerstol. In 1850 combineerde hij deze functie met de functie van burgemeester van Bergambacht. Hij volgde ook in die plaats zijn vader op, die in 1849 op zijn verzoek ontslag had verkregen. In 1852 verkreeg hij eervol ontslag als burgemeester verleend.
Smits van der Goes trouwde op 10 mei 1826 te Moordrecht met Jacoba Clazina Okhuisen. Hij overleed in augustus 1874 op 80-jarige leeftijd in Bergambacht.